# Centro de agricultura tropical Bulbuxyá
El Centro de Agricultura Tropical Bulbuxyá es una antigua finca cafetalera en la que se encuentra un Arboretum, y terrenos dedicados a la investigación agroforestal. Depende de la Universidad de San Carlos de Guatemala y del Consejo Nacional de Áreas Protegidas (CONAP).

## Localización
La finca Bulbuxyá se encuentra en el municipio de San Miguel Panán, cerca de San Antonio Suchitepéquez, Guatemala.

## Historia
La finca Bulbuxyá pertenecía al escritor guatemalteco Flavio Herrera, apodado El Tigre (una de sus obras lleva por título: Bulbuxyá), que cuando murió, el 31 de enero de 1968, donó su casa y finca patrimonial a la Universidad de San Carlos de Guatemala.

## Colecciones
- Arboretum, el cual tiene 100 especies nativas e introducidas.
- Centro de germoplasma de especies cultivables, cultivos en vivo de las especies dedicadas a producción de cosechas.